# 司寇
司寇是中國古代官名。西周始置，位次三公，与六卿之一。与司马、司空、司士、司徒并称五官，掌管刑狱、纠察等事。司寇的属官称为“刑官”，包括大司寇卿一、小司寇中大夫二、士师下大夫四、乡士上士八、中士十六、旅下士三十二。
各诸侯国亦置此官，职掌同周朝，在楚、陈等国，称司败。楚国的刑狱由司败掌管，与中原列国的司寇职务相同。楚国的邻国陈国、唐国等国主管刑狱的官员也称司败，可能是受楚国的影响。后世司寇也用作刑部尚书的别称。

## 另見
- 廷尉
- 大理寺卿
- 刑部尚書